# Ministre de la Défense (Syrie)
Le ministre de la Défense (en arabe : وزير الدفاع) de la Syrie est chargé au sein du gouvernement  d'organiser, de mettre en œuvre et de formuler la politique gouvernementale en matière de défense et de questions militaires.

## Histoire
Devenu vacant au moment de la chute du régime Assad, le poste de ministre de la Défense est, depuis le 22 décembre 2024, occupé au sein du gouvernement de transition syrien par Mourhaf Abou Qasra.

## Liste
| Début            | Fin              | Nom                 | Parti politique |
| ---------------- | ---------------- | ------------------- | --------------- |
| 23 février 1966  | 22 mars 1972     | Hafez el-Assad      | Baas            |
| 22 mars 1972     | 12 mai 2004      | Moustapha Tlass     | Baas            |
| 12 mai 2004      | 3 juin 2009      | Hassan Turkmani     | Baas            |
| 3 juin 2009      | 8 août 2011      | Ali Habib Mahmoud   | Baas            |
| 8 août 2011      | 18 juillet 2012  | Daoud Rajha         | Baas            |
| 18 juillet 2012  | 1er janvier 2018 | Fahd al-Freij       | Baas            |
| 1er janvier 2018 | 28 avril 2022    | Ali Abdallah Ayyoub | Baas            |
| 28 avril 2022    | 8 décembre 2024  | Ali Mahmoud Abbas   | Baas            |
| 21 décembre 2024 | en fonction      | Mourhaf Abou Qasra  | HTC             |